# Піонерський салют

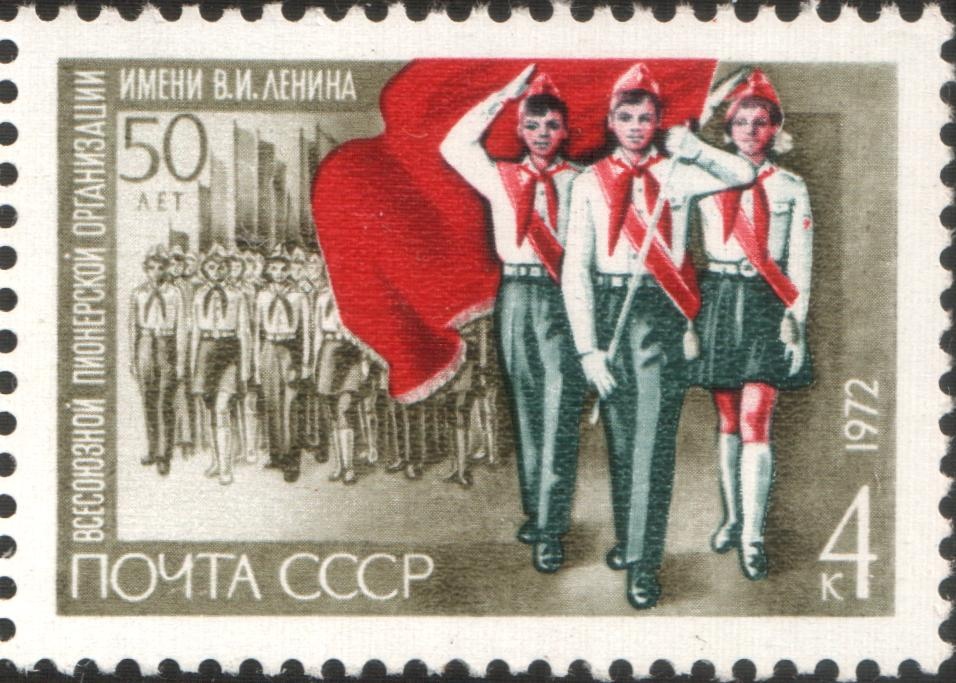
Караул із піонерським салютом супроводжує прапор

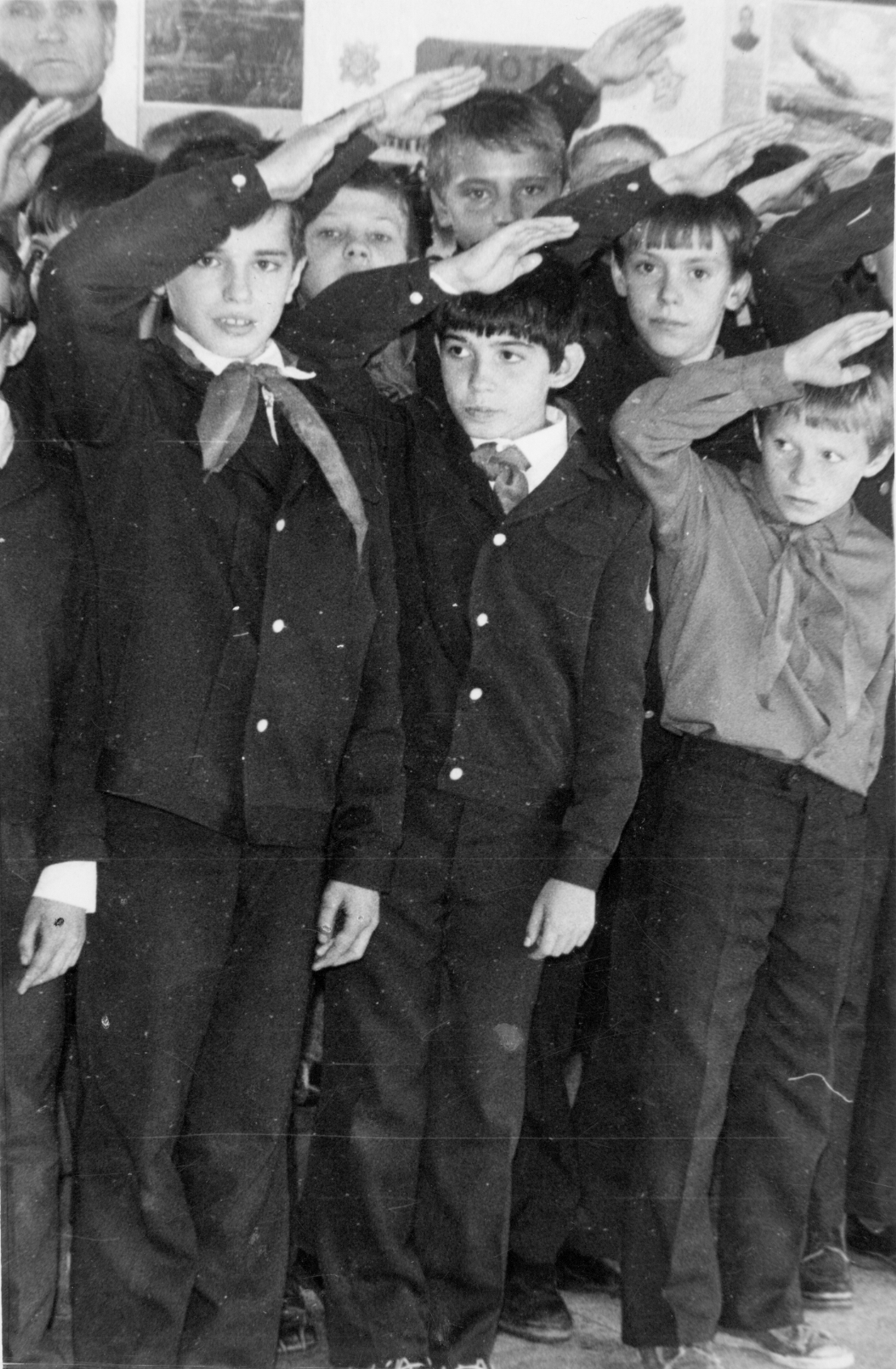
На піонерській лінійці (1985)

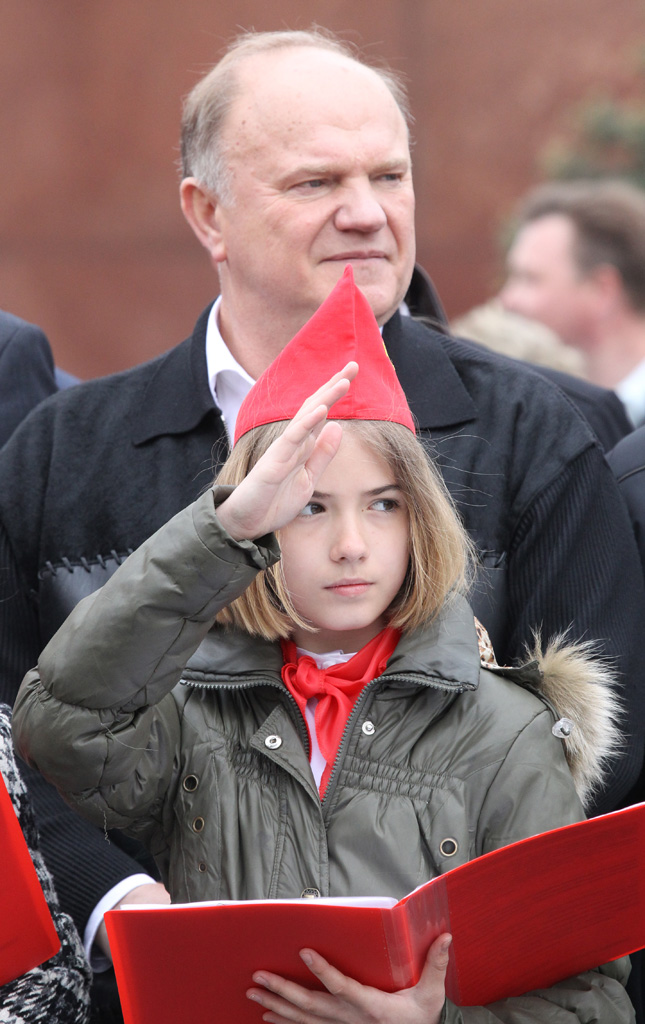
Урочистий прийом до піонерів на Червоній площі (2011)

Піонерський салют – вітання піонерів СРСР, а також сучасних піонерів на пострадянському просторі. Схоже на військове привітання.

## Опис
Віддаючи салют, піонер піднімає зігнуту в лікті праву руку перед собою, так що рука виявляється трохи вище за голову. Всі п'ять пальців при цьому випрямлені та притиснуті один до одного, долоня звернена до голови ребром. Відстань від долоні до чола – приблизно долоня. Салют віддається тільки тоді, якщо на піонері пов'язана піонерська краватка. Віддається прапорам (піонерським, державним та військовим), при віддачі рапорту, при отриманні нагород, під час хвилини мовчання. Піонери також віддають салют, вимовляючи відповідь «Завжди готовий» на заклик «До боротьби за справу Комуністичної партії будь готовий!». Салютувати лівою рукою допускалося за фізичної відсутності або паралічу правого передпліччя.